# Eva Maler
Eva Maler (* 1988) ist eine deutsche Schriftstellerin, die in ihrer Wahlheimat London wohnt.
Maler war Produzentin für Black Eagle Films und als Schauspielerin in verschiedenen Theaterstücken (z. B. Mobile Talks), Kurzfilmen und in Performancekunst Projekten aktiv.

## Werke
- If I Was To Speak... erste Aufführung als Guerilla Stück auf der Londoner South Bank[1].
- Mission Impurseable[2].
- Shared Accommodation (Kollaboration mit Hugh Allison),[5] erste Aufführung 2010 im Theater Upstairs At The Gatehouse[1]
- small worlds[1]